# Die Nacht vor dem Galgen
Die Nacht vor dem Galgen (Originaltitel: Count the Hours) ist ein US-amerikanischer Kriminalfilm aus dem Jahr 1953 von Don Siegel mit Teresa Wright und Macdonald Carey in den Hauptrollen. Den Verleih des Film noir übernahm RKO Radio Pictures.

## Handlung
Mitten in der Nacht werden der ältere Bauer Fred Morgan und seine Haushälterin Sarah Watson erschossen, als sie einen mysteriösen Eindringling dabei erwischen, wie er Geld von Freds Schreibtisch stiehlt. Am nächsten Morgen werden die Leichen von Freds Neffen Alvin Taylor entdeckt, der wiederum Freds Angestellten George Braden alarmiert. George, der mit seiner Frau Ellen auf dem Grundstück der Morgans lebt, reagiert entsetzt auf den Doppelmord und wird später von dem misstrauischen Bezirksstaatsanwalt Gillespie verhört. Nachdem George Gillespie belogen hat, dass er keine Pistole des Kalibers .32 besitze, die Art von Schusswaffe, die bei den Morden verwendet wurde, schleicht sich die in Panik geratene Ellen in ihr Cottage, um den Revolver ihres Mannes zu verstecken.
Während die Polizeibeamten das Cottage durchsuchen, hält Ellen die Waffe außer Sichtweite und wirft sie dann in einen nahe gelegenen See. Einer der Beamten beobachtet sie jedoch und sowohl sie als auch George werden zum Verhör ins Polizeipräsidium gebracht.  Ellen und George streiten jegliches Fehlverhalten ab, doch nach stundenlangen intensiven Verhören durch Gillespie gesteht George, der befürchtet, dass Ellen einen Nervenzusammenbruch erleiden könnte, die Morde. Später bittet Gillespie den Anwalt Doug Madison, George zu verteidigen, doch Doug weigert sich, den Fall zu übernehmen, bis er sieht, wie die schwangere Ellen auf der Suche nach Georges Waffe in den See taucht. Ellens Entschlossenheit, die Waffe zu finden und Georges Unschuld zu beweisen, bringt Doug zum Umdenken. Nachdem er den Fall jedoch angenommen hat, wird Doug von einer feindseligen Öffentlichkeit und seiner Verlobten Paula Mitchener kritisiert, die um seine politische Zukunft fürchtet. Doug beruhigt Paula und Ellen und engagiert einen professionellen Taucher, der den See absuchen soll. Als Doug kein Geld mehr hat, gibt der Taucher auf und versucht, Ellen zu vergewaltigen. Doug stoppt den Angriff, aus Rache verbreitet der Taucher das Gerücht, dass Ellen eine Affäre mit ihrem Anwalt hat.
Bei Prozessbeginn scheinen die Zeugenaussagen gegen George unwiderlegbar zu sein. Kurz vor den Schlussplädoyers platzt jedoch ein von Doug angeheuerter Teenager herein, der den See absuchen sollte, und verkündet, er habe Georges Waffe gefunden. Die Freude der Bradens über die Entdeckung währt jedoch nicht lange, da ein ballistischer Bericht über die Schusswaffe nicht eindeutig ist. George wird verurteilt und zum Tode verurteilt. Als Doug erklärt, dass er gegen das Urteil Berufung einlegen wird, versucht Paula, die die Gerüchte über Ellen gehört hat, ihm das auszureden, da sie das Gefühl hat, er sei von dem Fall besessen. Doug bleibt jedoch hartnäckig und Paula stimmt zu, ihm beizustehen. Später kommt Doug Ellen zu Hilfe, als Alvin, der das Eigentum seines Onkels geerbt hat, ihr einen Räumungsbescheid überreicht. Während der Diskussion enthüllt Alvin, dass Georges Vorgänger Max Verne Fred bedroht hat, nachdem Fred ihn gefeuert hatte. Doug spürt, dass er auf etwas gestoßen ist, und geht zu der Farm, auf der Verne jetzt arbeitet, und trifft dessen junge, verführerische Braut Gracie Sager. Nachdem Gracie zugibt, dass Verne sie überzeugt hat, ihn zu heiraten, indem er ihr neue Kleider kaufte, überprüft Doug Vernes Hintergrund und erfährt, dass er wegen Einbruchs im Gefängnis saß.
Verne wird schließlich verhaftet und gesteht die Morde. Während einer erneuten Anhörung präsentiert Gillespie jedoch Sachverständige, die bezeugen, dass der Alkoholiker Verne dazu neigt, spontan zu gestehen. Da sein Geständnis für ungültig erklärt wurde, wird Verne freigelassen und Georges Verurteilung bestätigt. Danach setzen bei Ellen die Wehen ein und Doug wartet im Krankenhaus und verpasst so eine wichtige Verabredung mit Paula. Paula hat die Nase voll und macht mit Doug Schluss. Der nun ohne Mandanten dastehende Doug beschließt, die Stadt am Tag von Georges Hinrichtung zu verlassen. Während sie mit Ellen in einer Bar einen Abschiedsdrink trinken, beschwert sich der Barkeeper, dass Verne ein unerwünschter Stammkunde sei. Der Barkeeper verrät auch, dass Verne ihm am frühen Morgen von den Morden erzählt habe, Stunden bevor die Polizei das Verbrechen entdeckt hatte, und Doug erkennt, dass er die Beweise hat, die er braucht, um George zu retten. Doug weist den Barkeeper an, Sheriff Bell anzurufen, während er zu Vernes Farm geht.  Bevor der Barkeeper jedoch anrufen kann, taucht Verne auf. Der Barkeeper schickt den eifersüchtigen Verne nach Hause, indem er ihm sagt, dass Doug hinter Gracie her ist, und benachrichtigt dann den Sheriff. Auf der Farm versucht Doug, Gracie davon zu überzeugen, ihm zu sagen, wo Verne ist, als Verne mit seiner Waffe anschleicht. Gerade als Verne den Abzug betätigen will, trifft der Sheriff ein. Verne wird verhaftet und Georges Hinrichtung wird abgesagt. Paula bittet Doug um Vergebung und die beiden freuen sich auf eine glückliche gemeinsame Zukunft.

## Synchronisation
In der deutschen Synchronkartei sind nur drei Sprecher aufgeführt. Siegfried Schürenberg sprach für Macdonald Carey, Gerd Martienzen lieh Jack Elam seine Stimme und für Edgar Barrier sprach Erich Fiedler.

## Hintergrund
Gedreht wurde der Film ab Ende Oktober 1952 in den RKO-Studios in Hollywood.
Robert Justman arbeitete als Regieassistent.

## Veröffentlichung
Die Premiere des Films fand am 1. April 1953 statt. In der Bundesrepublik Deutschland kam er am 15. Juli 1955 in die Kinos, in Österreich im November 1956.

## Kritiken
Der Filmkritiken-Aggregator Rotten Tomatoes hat in einer Auswertung ein Publikumsergebnis von 21 Prozent positiver Bewertungen ermittelt.
Howard Thompson von der The New York Times schrieb, dass der Film trotz der recht durchdachten Regie von Don Seigel und einiger schöner, unverfälschter Fotografien die Substanz schlichter Überzeugung zugunsten standardisierter Spannung opfere. Dies liege an den Drehbuchautoren, die die Handlung entlang bekannter Linien bewegen, mit der üblichen Anspielung auf Romantik am Rande und einem absurd grotesken und offensichtlichen Mörder, der gerade noch rechtzeitig in den Vordergrund gezerrt werde.
Das Lexikon des internationalen Films schrieb: „Bescheidener Kriminalfilm ohne ausreichende Motivierung. Der ehrenwerte und selbstlose Kampf eines Anwalts um Gerechtigkeit steht recht halbherzig im Mittelpunkt.“